# Doryclos
Dans la mythologie grecque, Doryclos (en grec ancien Δόρυκλος / Dóruklos) est l'un des fils de Priam, dont la mère n'est pas connue. Il participe à la guerre de Troie, où il est tué par Ajax.

## Sources
- Homère, Iliade [détail des éditions] [lire en ligne], XI, 489.
- Pseudo-Apollodore, Bibliothèque [détail des éditions] [lire en ligne], III, 12, 5.
- Hygin, Fables [détail des éditions] [(la) lire en ligne], XC.